# Wapen van Dominica

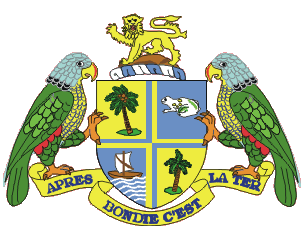
Wapen van Dominica

Het wapen van Dominica toont een schild tussen twee Sisseroupapegaaien. Deze papegaai is ook terug te vinden in de Vlag van Dominica. Bovenaan staat een grommende leeuw.
Het wapen is door middel van een kruis in vier kwartieren verdeeld. Linksboven staat een palmboom afgebeeld en rechtsonder een bananenboom. Rechtsboven staat een Leptodactylus fallax afgebeeld. Dit is een inheemse kikker die ook wel de Mountain chicken wordt genoemd. Linksonder is een kano met zeil te zien.
In het gele lint onder het wapen staat het nationale motto geschreven: Après Bondie C'est La Ter (Na God de Aarde)
Het wapen werd op 21 juli 1961 in gebruik genomen.
Antigua en Barbuda · Aruba · Bahama's · Barbados · Belize · Canada · Costa Rica · Cuba · Curaçao · Dominica · Dominicaanse Republiek · El Salvador · Grenada · Guatemala · Haïti · Honduras · Jamaica · Mexico · Nicaragua · Panama · Saint Kitts en Nevis · Saint Lucia · Saint Vincent en de Grenadines · Sint Maarten · Trinidad en Tobago · Verenigde Staten
Afhankelijke gebieden

Amerikaanse Maagdeneilanden · Anguilla · Bermuda · Britse Maagdeneilanden · Groenland · Guadeloupe · Kaaimaneilanden · Martinique · Montserrat · Navassa · Puerto Rico · Saint-Pierre en Miquelon · Turks- en Caicoseilanden